# Jens Stryger Larsen
Jens Stryger Larsen (Sakskøbing, 21 de febrero de 1991) es un futbolista danés que juega en la demarcación de defensa para el Malmö FF de la Allsvenskan.

## Trayectoria
Debutó con Brondby IF, jugó la Liga Europa de la UEFA 2010-11, perdiendo en la ronda de play-off contra Sporting Lisboa. Por 3 años consecutivos quedó en el 3er lugar de la Superliga de Dinamarca. Para la temporada 2013-14 se marchó como libre al FC Nordsjælland para jugar la Liga de Campeones de la UEFA 2013-14.
A mediados de 2014 fue transferido al FK Austria Viena. Clasificó a la Liga Europa de la UEFA 2016-17 luego de quedar 3.º en la Bundesliga 2015-16. Llegó hasta la fase de grupos de la Liga Europea.
A mediados de 2017 fue transferido al Udinese Calcio por 1,50 mill. €. Firmó hasta el 30 de junio de 2021.

## Selección nacional
Tras jugar con la selección de fútbol sub-16 de Dinamarca, la sub-17, la sub-18, la sub-19, y la sub-21, Jens Stryger Larsen fue convocado por el seleccionador Åge Hareide para los partidos amistosos contra Armenia y Liechtenstein. Finalmente el 31 de agosto de 2016 hizo su debut con la selección absoluta en un encuentro contra Liechtenstein que finalizó con un resultado de 5-0 a favor del combinado danés tras los goles de Viktor Fischer, Andreas Cornelius, un doblete de Nicolai Jørgensen y otro del propio Jens Larsen. Además llegó a disputar seis partidos de la clasificación para la Copa Mundial de Fútbol de 2018.

### Goles internacionales
| # | Fecha                | Estadio                                 | Oponente      | Gol | Resultado | Competición                         |
| - | -------------------- | --------------------------------------- | ------------- | --- | --------- | ----------------------------------- |
| 1 | 31 de agosto de 2016 | Forum Horsens Arena, Horsens, Dinamarca | Liechtenstein | 5–0 | 5-0       | Partido amistoso                    |
| 2 | 28 de marzo de 2021  | MCH Arena, Herning, Dinamarca           | Moldavia      | 4-0 | 8-0       | Clasificación para el Mundial 2022  |
| 3 | 6 de junio de 2022   | Estadio Ernst Happel, Viena, Austria    | Austria       | 1-2 | 1-2       | Liga de Naciones de la UEFA 2022-23 |

## Clubes
| Club                | País      | Año       | Partidos | Goles |
| ------------------- | --------- | --------- | -------- | ----- |
| Brøndby IF          | Dinamarca | 2009-2013 | 106      | 7     |
| F. C. Nordsjælland  | Dinamarca | 2013-2014 | 38       | 3     |
| F. K. Austria Viena | Austria   | 2014-2017 | 85       | 2     |
| Udinese Calcio      | Italia    | 2017-2022 | 152      | 5     |
| Trabzonspor         | Turquía   | 2022-2024 | 62       | 3     |
| Malmö FF            | Suecia    | 2024-     | 39       | 1     |

## Palmarés

### Títulos nacionales
| Título               | Club        | País    | Año  |
| -------------------- | ----------- | ------- | ---- |
| Supercopa de Turquía | Trabzonspor | Turquía | 2022 |
| Copa de Suecia       | Malmö FF    | Suecia  | 2024 |
| Allsvenskan          | Malmö FF    | Suecia  | 2024 |